# Maaya: Slave of Her Desires
Maaya: Slave of Her Desires ist eine indische Webserie aus dem Jahr 2017. Sie thematisiert das Leben von Maaya, die außerhalb ihrer Ehe in die Welt von BDSM eintaucht. Die Serie machte schnell Schlagzeilen, da sie das in der konservativen indischen Gesellschaft selten behandelte und tabuisierte Thema BDSM aufgriff. Die Hauptrolle der Maaya spielte Shama Sikander; Regie führte Vikram Bhatt, der die Seite auf YouTube auf seinem Kanal VB on the Web als Streaming-Angebot einstellte, unter anderem da der Film wohl nur so die indische Zensur passierte.

## Handlung

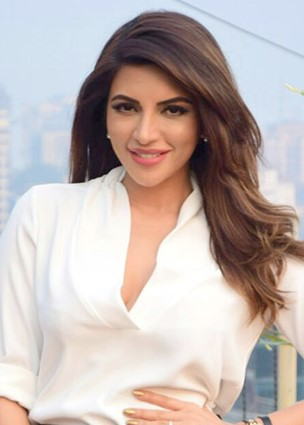
Hauptdarstellerin Shama Sikander, 2017.

Sonia führt eine glückliche Ehe mit ihrem Mann Abhishek. Infolge eines Nervenzusammenbruchs erleidet sie eine Amnesie der letzten sechs Monate. Um in Erfahrung zu bringen, was Sonias Trauma verursacht hat, ist ihr Ehemann Abhishek gezwungen, im Leben seiner Frau zu forschen. Schließlich offenbart sich ihm, dass sie ein Doppelleben und eine Affäre mit einem Mann namens Rahul geführt hat, der sie in die Welt des BDSM einführte. Die Serie spielt in den Zeitlinien der Vergangenheit vor Sonias Amnesie und in der Gegenwart.

## Episodenliste
| Folge | Episodenname                   | Handlung |
| ----- | ------------------------------ | --- |
| 1     | Beginning Of The End           | Sonia Sharma versucht panisch mit einem Mann namens Rahul zu sprechen, der sich ihr jedoch entzieht. Kurz darauf erleidet Sonia in ihrem Haus einen Nervenzusammenbruch. Als ihr Ehemann Abhishek, von Beruf Neurochirurg, nach Hause kommt, findet er Sonia verstört und voll bekleidet unter der laufenden Dusche wieder. Sie bricht in seinen Armen zusammen; Rahul bringt sie ins Krankenhaus. Als Sonia aufwacht, stellt Shalini, eine Psychiaterin und Kollegin (und Ex-Freundin) von Abhishek, fest, dass Sonia infolge des Traumas und des Zusammenbruchs eine Amnesie erlitten und die letzten 6 Monate ihres Lebens vergessen hat. Um herauszufinden, was zu dem Trauma geführt hat, beginnt Abhishek im Leben seiner Frau Nachforschungen anzustellen. |
| 2     | Both Slaves                    | Der Architekt Rahul wird von der Polizei wegen des Verdachts des Mordes an einem Mann namens Salim Bhai festgenommen, nachdem seine Frau – Tochter eines wohlhabenden Bauunternehmers – ihn des Mordes bezichtigt. Auf der Polizeiwache erzählt er seinem Anwalt von seiner Ehe, die für ihn im Laufe der Zeit vor allem durch die Prüderie seiner Frau zur Belastung wird. Um den Stress abzubauen und sich seinen Sehnsüchten hingeben zu können, begann er BDSM-Geschichten zu schreiben und entsprechende Internetseiten zu konsumieren. Dort traf er im Chatraum schließlich auf einen anonymen User namens Maaya. |
| 3     | Hi Maaya!                      | Gegenwart: Abhishek untersucht das Laptop seiner Frau und findet heraus, dass Sonia ein Internettagebuch geführt hat. Er beginnt es zu lesen. Während Sonia in der Gegenwart versucht sich zu erinnern, geht Abhishek – verstört und verletzt durch seine ersten Nachforschungen – zunehmend zu ihr auf Distanz. Gegenüber seinem Anwalt berichtet Rahul, was sich weiter zugetragen hat. Vergangenheit: Vor Jahren, als Sonia noch aufs College ging, kommt bei einem Treffen mit ihren Freundinnen das Thema BDSM zur Sprache, wobei eine Internetseite erwähnt wird, auf der man gegen Geld sich die Inhalte anschauen kann. Sonia ist fasziniert und loggt sich auf der Webseite schließlich als Maaya ein. Angeregt von den Eindrücken auf der Seite offenbart sie schließlich ihrem damaligen College-Freund ihre sexuellen Phantasien, etwa den Wunsch seine Sex-Sklavin zu sein und gefesselt zu werden. Ihr Freund lehnt dies als pervers ab und verstört Sonia, die Selbstzweifel bekommt und sich kriminell für ihre Sehnsüchte vorkommt. Daher erzählt sie auch ihrem späteren Ehemann Abhishek nichts davon, um nicht dieselbe verletzende Zurückweisung zu erfahren. Die Internetseite konsumiert sie jedoch weiter – täglich. Nach einem heftigen Streit mit seiner Ehefrau besucht Rahul die einschlägige Webseite und findet dort den ihm unbekannten User Maaya. Aufgrund ihres Namens ist er sich sicher, dass sie Inderin ist – was ungewöhnlich auf entsprechenden Seiten sei – und will mehr über sie herausfinden. Durch Hacking enttarnt er Maayas Identität. Als er kurz darauf den Verletzten eines Verkehrsunfalls ins Krankenhaus einliefert, trifft er durch Zufall Maaya/Sonia und ihren Ehemann. |
| 4     | And They met                   | Gegenwart: Rahul fährt mit seiner Erzählung gegenüber dem Anwalt fort. Beim Zeitungslesen erleidet die noch immer unter Amnesie leidende Sonia einen erneuten traumatischen Schock, weiß aber nicht, weshalb (sie las einen Artikel, in dem es um Rahul ging). Vergangenheit: Rahul entfremdet sich zunehmend von seiner Frau. Er trifft Sonia in einem Laden wieder und wagt es sie mit ihrem Pseudonym Maaya anzusprechen. Sonia reagiert entsetzt und stürzte aus dem Laden. Für Rahul war es offensichtlich, dass sie – genau wie er selbst – vor dem Ehepartner und der Gesellschaft ihre Phantasien verheimlicht, da sie Angst hat verurteilt zu werden. |
| 5     | The Five Percent               | Gegenwart: Während Maaya sich von dem Schock erholt, liest Abhishek ihr Tagebuch weiter. Vergangenheit: Sonia ist noch immer entsetzt über das Treffen mit dem ihr unbekannten Rahul. Sie beginnt von ihm unterbewusst als Dom zu phantasieren. Rahul lässt ihr einen Brief und einem USB-Stick zukommen. Der Stick beinhaltet ein Video, in dem Rahul sich ihr vorstellt und betont, dass sie gleich seien in der Gesellschaft, weil sie sich aus Angst vor Verurteilung verstecken müssten. Er könne seine Phantasien von Dominanz nicht ausleben, sie nicht ihre Phantasien von Unterwerfung. Rahul bietet Sonia an, sich zu einer bestimmten Zeit in einer Mall zu treffen – wenn sie nicht auftauche, werde er sie nie mehr kontaktieren. Sonia nimmt das Treffen wahr, reagiert jedoch empört als Rahul ihr anbietet, dass sie ihre sexuellen Phantasien zusammen ausleben, immerhin sei sie verheiratet. Rahul erwidert, dass sie nicht gekommen wäre, wenn sie nicht genauso darüber nachgedacht hätte. Zunächst lehnt Sonia ab und verlässt das Treffen. Rahul lässt ihr auf sie maßgeschneiderte BDSM-Geschichten zukommen und Sonia kann nicht widerstehen sie zu lesen, wird dabei jedoch einmal um Haaresbreite von ihrem Ehemann erwischt. |
| 6     | The Body Has a Mind Of Its Own | Gegenwart: Beim Lesen von Sonias Tagebuch und der Zeitung kommt Abhishek zu der Ansicht, dass es sich bei Rahul um den wegen mutmaßlichen Mordes festgenommenen Architekten Rahul Singh handeln muss. Vergangenheit: Sonia liest Rahuls BDSM-Geschichten und kann schließlich nicht mehr widerstehen in die BDSM-Beziehung mit Rahul einzuwilligen. Dessen Ehefrau findet auf seinem Laptop BDSM-Bilder und beschimpft ihn als pervers, woraufhin Rahul ihr wütend entgegnet, es satt zu haben, von der Gesellschaft und seiner Frau verurteilt zu werden, wo doch etwa seine eigene Frau beim Sex stets das Licht aushaben will. Als es zwischen Rahuls Arbeitgeber – seinem Schwiegervater – und einem Konkurrenten namens Salim zu einer Konfrontation kommt, lässt dieser Rahul und einen Mann namens Rakesch den einen Mitarbeiter des Konkurrenten aufsuchen und Rahul wird unfreiwillig Zeuge, wie Rakesch den Mann mit einer Eisenstange schwer verprügelt. |
| 7     | A Slave To Love                | Gegenwart: Abhishek leidet immer stärker angesichts dem, was Sonia in ihrem Tagebuch enthüllt. Vergangenheit: Rahul und Sonia beginnen ihre BDSM-Beziehung im wahren Leben. Sonia wird von Rahul in Praktiken mit geschmolzenem Kerzenwachs, Fesseln und Auspeitschungen eingeführt. Sie wird zunehmend abhängig von Rahuls Gegenwart und ihrem Dasein als Sklavin. Schließlich beginnen die beiden neben ihrer BDSM-Beziehungen auch füreinander Gefühle zu entwickeln. Rahul schenkt Sonia ein eisernes Armband, mit dem er sie als seinen zu beschützenden "Besitz" kennzeichnet. |
| 8     | The Chains Of Society          | Gegenwart: Abhishek beginnt sich von Sonia zurückzuziehen, die noch immer völlig ahnungslos ob der Hintergründe ist. Vergangenheit: Nachdem sich zwischen Sonia und Rahul eine Liebesbeziehung entwickelt, findet sie ihren Mann Abhishek vor, der aufgrund einer Klage seine Lizenz als Arzt droht zu verlieren. Er will das geforderte Geld zahlen, müsste dafür aber auf seinen Wunsch verzichten, Sonia ihr Traumhaus zu schenken. Sonia begreift wie sehr er sie liebt und wird von Schuldgefühlen geplagt. Sie sucht Rat bei ihrer Mutter und gesteht die Affäre und dass sie Rahul liebt. Ihre Mutter stellt sich gegen die Affäre und Sonias Wunsch ihren Mann zu verlassen und erklärt, wenn Sonia dies tue, sei sie nichts anderes als eine Hure. Sonia trennt sich daraufhin gegen ihren Willen von Rahul. Rahul wird später von Salims Männern überfallen und ebenfalls schwer verprügelt. |
| 9     | Half A Heart                   | Vergangenheit: Sonia erfährt aus den Nachrichten von dem Überfall auf Rahul. Sie besucht ihn und beide geben sich ihren Gefühlen hin. Erstmals haben sie Sex. Rahul eröffnet ihr, dass er seine Frau Diya verlassen wird. Als er Diya eröffnet sich trennen zu wollen bedrängt diese sie ihn massiv zu gestehen, dass er eine Affäre hat. Als Rahul schließlich die Affäre gesteht, schneidet sie sich die Pulsadern auf. Rahul bringt sie rechtzeitig ins Krankenhaus. Als sein Stiefvater erklärt, dass er alles weiß, ihm aber keine Vorwürfe macht, ahnt Rahul, dass er in eine Falle gelockt wird. Er verabschiedet sich von Sonia, holt aus dem Haus Geld und einige Sachen und will fliehen, als Sonia am Haus erscheint und ihn anfleht mit ihr zu reden. |
| 10    | The Long Night                 | Gegenwart: Abhishek berichtet Sonia schließlich alles, was er durch ihre Tagebucheinträge über ihr Doppelleben und die Affäre mit Rahul erfahren hat. Sonia bricht emotional zusammen. Rahul wird der Prozess gemacht; seine Frau Diya belastet ihn vor Gericht. Rahuls Anwalt will Sonia als Zeugin benennen, da Rahul in der Nacht des Mordes mit Sonia zusammen war und sie damit sein Alibi ist. Doch Rahul lehnt ab, weil er nicht will, das Sonias Ruf in der Öffentlichkeit ruiniert wird. Schließlich taucht Sonia selbst auf und entlastet als Zeugin Rahul. Wenig später werden Rahul Frau und sein Stiefvater festgenommen, da der Verdacht des Mordes an Salim Bhai – zurecht – nun auf sie fällt, da sie Rahul den Mord anlasten wollten. Abhishek trennt sich von Sonia und erklärt ihr, dass sie frei in ihren Entscheidungen sei. Rahul und Sonia nehmen ihre alte Beziehung wieder auf. |

## Produktion und Veröffentlichung
Regisseur und Konzeptionist Vikram Bhatt veröffentlichte die Serie auf der Videoplattform YouTube auf seinem Kanal VB on the Web. Bhatt begründete die Web-Veröffentlichung unter anderem damit, dass die Serie andernfalls wohl nicht die indische Filmzensur passiert hätte.

## Kritiken
"Vikram Bhatts Maaya – ein mutiger Versuch, neue Wege zu gehen." – The Indian Express

## Rezeption
Maaya wurde als erste indische fiktionale Werk über BDSM beworben. Die erste Episode verzeichnet auf YouTube seit 2017 über 13 Millionen Aufrufe.

## Fortsetzungen
Aufgrund des Erfolgs folgten die Fortsetzungen Maaya 2 und Maaya 3, die jeweils neue Aspekte menschlicher Beziehungen und unkonventioneller Sehnsüchte behandelten – im Fall von Maaya 2 eine lesbische Beziehung, in Maaya 3 die Beziehung zu einem wesentlich älteren Mann. Konzipiert wurden die Serien erneut von Vikram Bhatt, Regie führte sein Sohn Krishna Bhatt.

## Auszeichnungen
- IWM Digital Awards 2018 – Best Director in a Web Series: Vikram Bhatt (Nominierung)